# Traryd

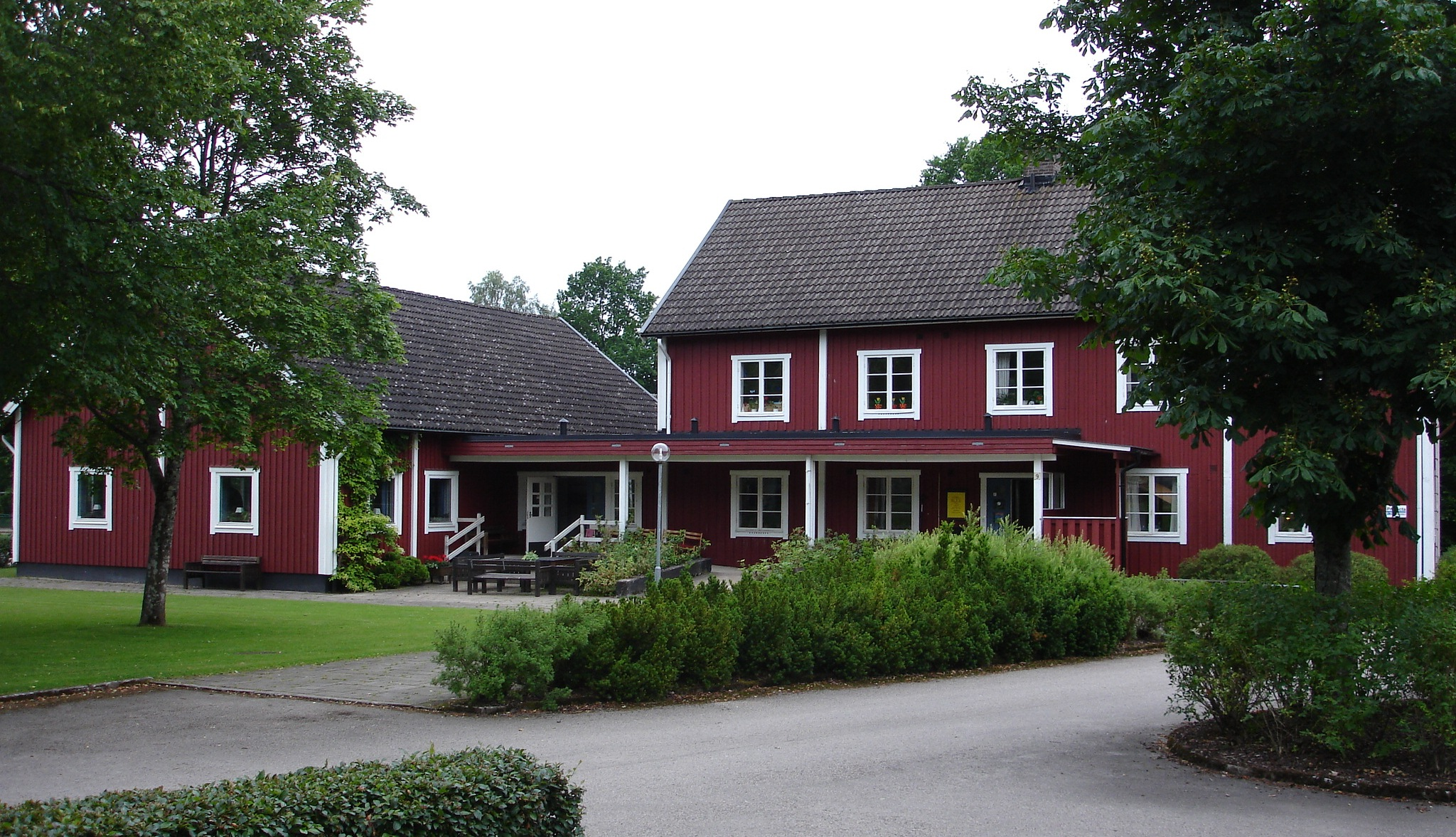
Församlingshemmet vid Traryds kyrka

Traryd är en tätort i Markaryds kommun i Kronobergs län vid motorvägen på E4. Genom Traryd flyter ån Lagan.

## Historia
Sent på 1890-talet kom järnvägen till orten. Det var Skåne-Smålands Järnväg som 1897 nått Strömsnäsbruk och 1899 var sträckningen upp till Värnamo klar.

### Administrativa tillhörigheter
Traryd var och är kyrkby i Traryds socken och ingick efter kommunreformen 1862 i Traryds landskommun. Landskommunen tillsammans med Hinneryds landskommun bildade 1952 Traryds köping där omfattningen av Traryds bebyggelse bara upptog en liten del av köpingskommunens yta. 1971 uppgick Traryds köping i Markaryds kommun.
I kyrkligt hänseende har orten alltid hört till Traryds församling.
Traryd har i judiciellt hänseende tillhört samma tingslag och tingsrätter som Traryds socken.

### Befolkningsutveckling
| Befolkningsutvecklingen i Traryd 1960–2020 | Befolkningsutvecklingen i Traryd 1960–2020 | Befolkningsutvecklingen i Traryd 1960–2020 | Befolkningsutvecklingen i Traryd 1960–2020 | Befolkningsutvecklingen i Traryd 1960–2020 |
| ------------------------------------------ | ------------------------------------------ | ------------------------------------------ | ------------------------------------------ | ------------------------------------------ |
|                                            |                                            |                                            |                                            |                                            |
| År                                         |                                            |                                            | Folkmängd                                  | Areal (ha)                                 |
| 1960                                       | 1960                                       |                                            | 690                                        |                                            |
| 1965                                       | 1965                                       |                                            | 769                                        |                                            |
| 1970                                       | 1970                                       |                                            | 872                                        |                                            |
| 1975                                       | 1975                                       |                                            | 948                                        |                                            |
| 1980                                       | 1980                                       |                                            | 966                                        |                                            |
| 1990                                       | 1990                                       |                                            | 864                                        | 158                                        |
| 1995                                       | 1995                                       |                                            | 843                                        | 158                                        |
| 2000                                       | 2000                                       |                                            | 711                                        | 159                                        |
| 2005                                       | 2005                                       |                                            | 687                                        | 159                                        |
| 2010                                       | 2010                                       |                                            | 660                                        | 158                                        |
| 2015                                       | 2015                                       |                                            | 655                                        | 128                                        |
| 2020                                       | 2020                                       |                                            | 751                                        | 176                                        |
|                                            |                                            |                                            |                                            |                                            |

## Bebyggelse
Traryds kyrka byggdes 1859-1860. Tidigare fanns en medeltida kyrka på platsen.
Vid Lagan finns Traryds kraftverk som stod klart 1945. Arkitekt var Hans Westman, och det var Sydkrafts första vattenkraftverk efter funktionalismens genombrott samt arkitektens förstlingsverk inom området. Traryds kraftverk är ett av Lagans största med en fallhöjd på 16,1 m och en effekt 14,4 MW.
Här finns djurparken Traryds Skans som gränsar till Traryds hembygdspark med Vaktenstugan från 1700-talet. I parken finns rester av en skansanläggning från 1600-talet. 
I Traryd fanns tidigare bland annat Sveriges Förenade Filfabriker och Traryd Fönster.

## Sport
I Traryd finns idrottsföreningen Traryds IF, som bildades 1933. Fotbollsföreningens klubblokal finns på idrottsplatsen Skansborg som ligger vid Lagan.